# Коронация Николая II и Александры Фёдоровны

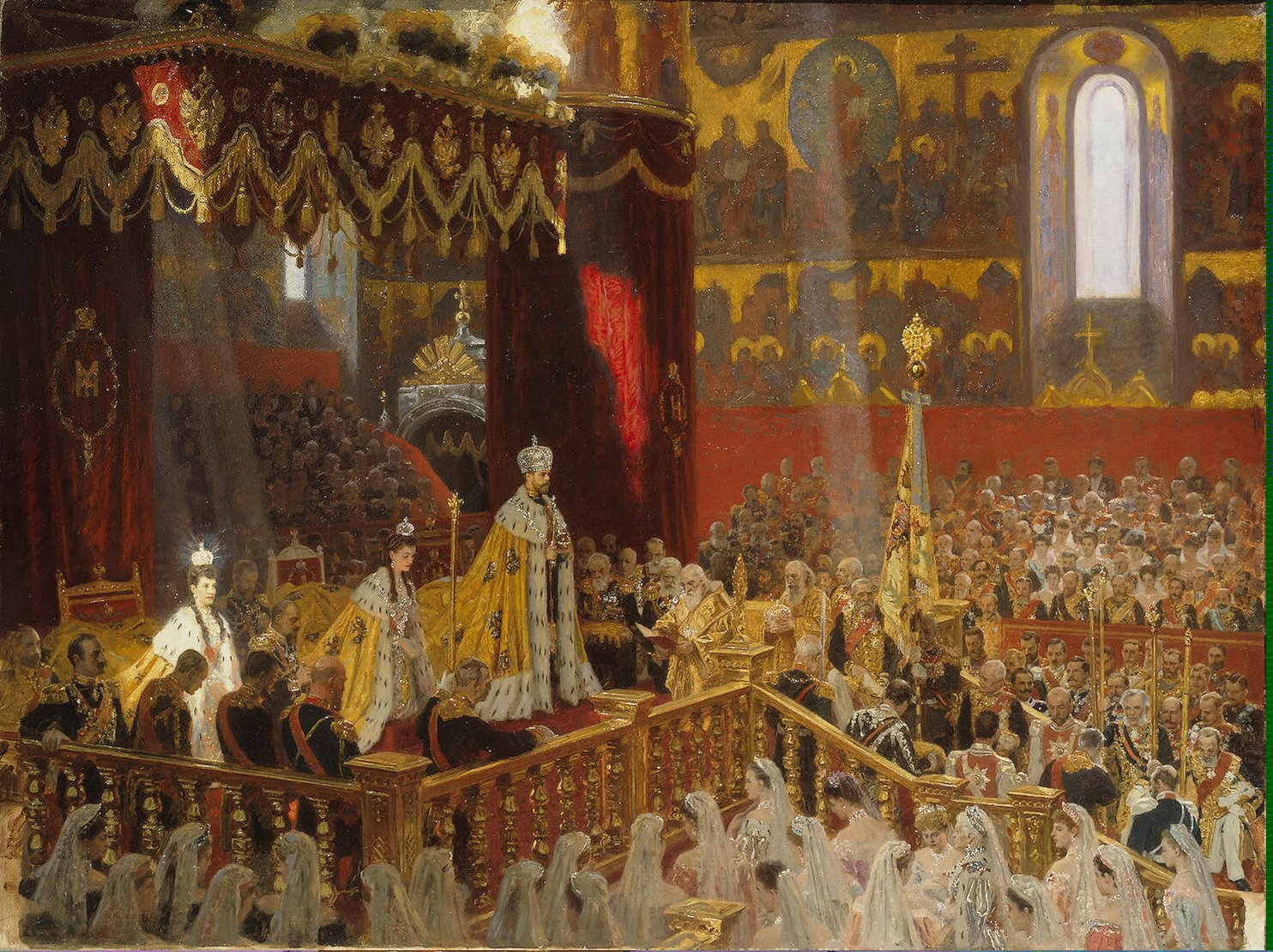
Л. Туксен. «Коронация Николая II в Успенском соборе Московского Кремля 14 мая 1896 года». 1898 год. Государственный Эрмитаж, Санкт-Петербург

Корона́ция (свяще́нное коронова́ние) импера́тора Никола́я II Алекса́ндровича и императри́цы Алекса́ндры Фео́доровны — последняя коронация императора и его супруги в Российской империи. Состоялась во вторник 14 (26) мая 1896 года в Успенском соборе Московского Кремля.

## Коронация

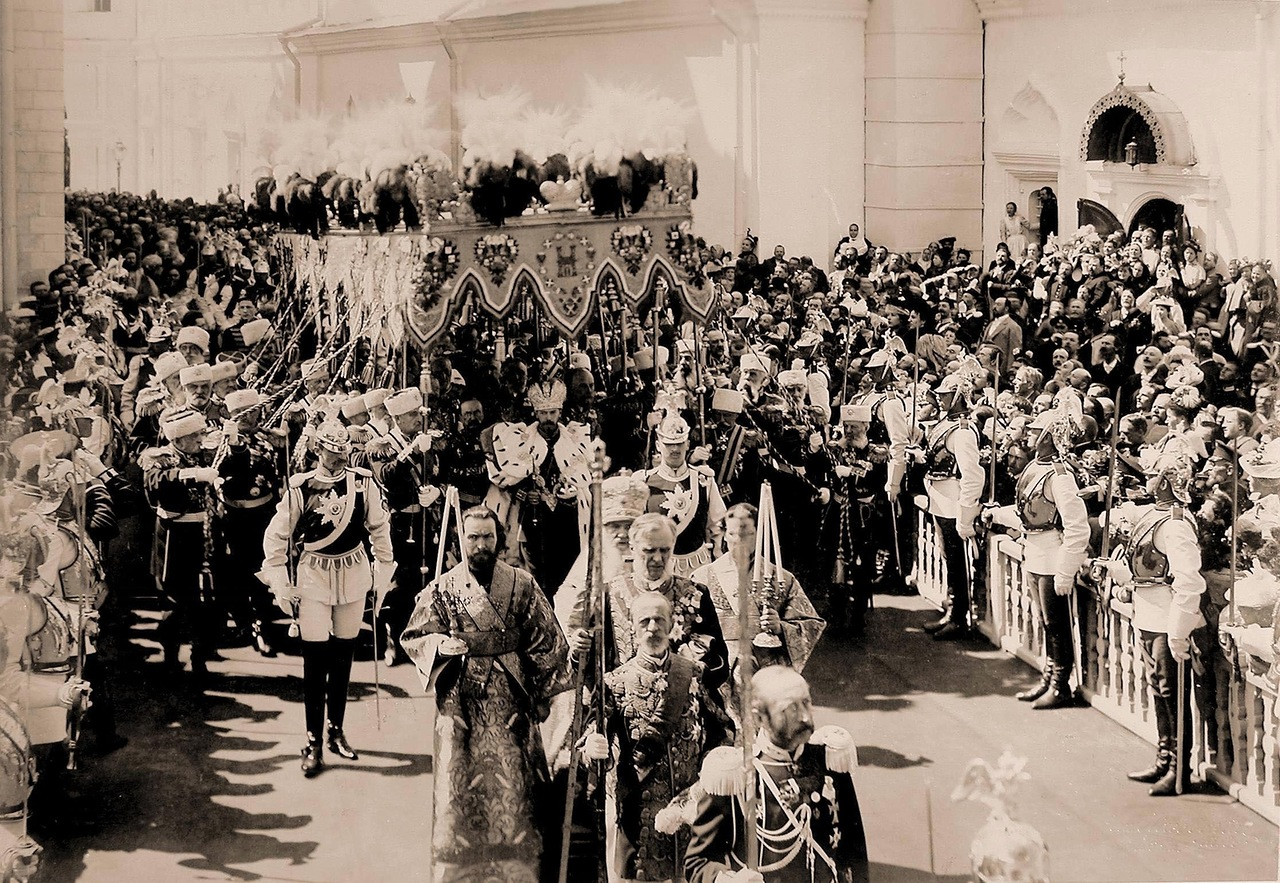
Торжественная процессия в Кремле. Слева, в почётном карауле Кавалергардского полка — Карл Маннергейм

Священнодействие началось в 10 часов утра на специальном возвышенном помосте, установленном посреди Успенского собора. Непосредственно перед началом коронования император воссел на трон царя Михаила Фёдоровича, вдовствующая императрица Мария Фёдоровна — на трон царя Алексея Михайловича, императрица Александра Фёдоровна — на трон великого князя Ивана III.
Все священнодействия коронования совершал первенствующий член Святейшего правительствующего синода митрополит Санкт-Петербургский Палладий (присутствие Синода на время коронации перенесли в Москву). Затем последовала литургия, в совершении которой митрополиту Палладию сослужили митрополиты Киевский Иоанникий (Руднев) и Московский Сергий (Ляпидевский). В конце литургии было совершено помазание императора и императрицы святым миром, а затем причащение Святых Таин. В литургии принимал участие и протоиерей Иоанн Кронштадтский.

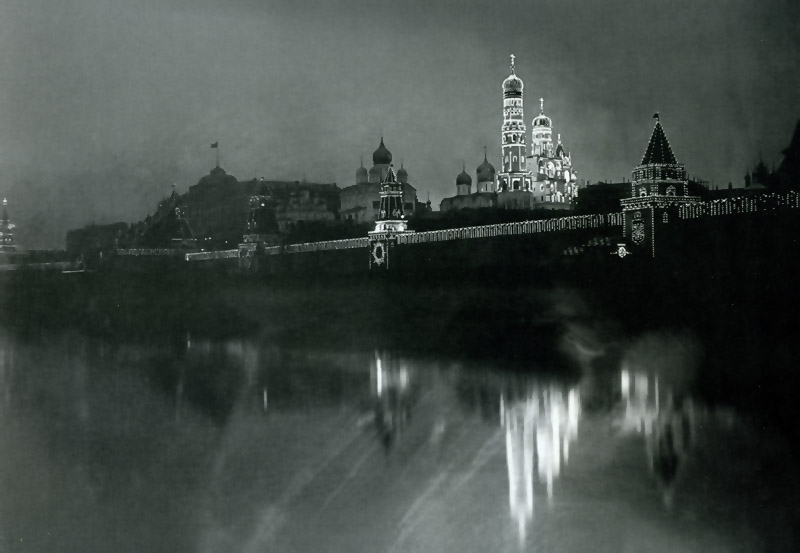
Иллюминация в Кремле по случаю коронационных торжеств

После священнодействия, в тот же день, в Грановитой палате Кремля состоялась «царская трапеза», на которой присутствовали приглашённые лица из числа российских подданных, иностранным представителям по традиции было предложено угощение в других местах дворца. 15 мая, в 10.30 утра, состоялся высочайший приём чрезвычайных послов и посланников, прибывших после 10 мая. С 11.30 утра до 3 часов пополудни император и императрица принимали поздравления в Андреевском зале от депутаций со всей России.

## Иностранные гости
- От Австро-Венгрии: эрцгерцог Евгений, а также делегация и представители посольства
- От Баварии: принц Людвиг, а также делегация и представители дипломатической миссии
- От Бадена: наследный великий герцог Фридрих и принц Максимилиан, а также свита
- От Бельгии: принц Альберт, а также свита и представители дипломатической миссии
- От Болгарии: князь Фердинанд со свитой
- От Великобритании: герцог Коннаутский Артур и герцогиня Коннаутская Луиза-Маргарита, а также делегация и представители посольства
- От Вюртемберга: герцог Альбрехт, великая княгиня Вера Константиновна, принцессы Эльза и Ольга, а также свита
- От Германии: принц Генрих Прусский, а также делегация и представители посольства
- От Гессена: великий герцог Эрнест, великая герцогиня Виктория-Мелита, принц Людвиг Баттенбергский, принцесса Виктория Баттенбергская, а также свита
- От Греции: королева Ольга Константиновна, королевич-наследник Константин, королевичи Георгий и Николай, а также свита и представители дипломатической миссии
- От Дании: наследный принц Фредерик, а также свита и представители дипломатической миссии
- От Италии: принц Неаполитанский Виктор-Эммануил, а также свита и представители посольства
- От Люксембурга: наследный великий герцог Вильгельм со свитой
- От Мекленбург-Шверина: великая княгиня Анастасия Михайловна, герцог Фридрих-Вильгельм, принц Адольф, а также свита
- От Монако: наследный принц Людовик со свитой
- От Ольденбурга: наследный великий герцог Фридрих-Август со свитой
- От Персии: принц Аббас-Мирза Мулкьара, Мохамед-Мирза-Амири-Туман, а также свита и представители дипломатической миссии
- От Румынии: наследный принц Фердинанд, принцесса Мария, а также свита и представители дипломатической миссии
- От Саксен-Альтенбурга: принц Альберт, принцесса Елена Георгиевна, а также свита
- От Саксен-Веймара: великий герцог Карл-Александр, наследный великий герцог Вильгельм-Эрнест, а также свита
- От Саксен-Кобург-Готы: герцог Альфред, великая княгиня Мария Александровна, наследный принц Альфред, принцесса Беатриса, а также свита
- От Саксонии: принц Георгий, герцог Саксонский, а также его свита
- От Сиама: принц Шира со свитой
- От Черногории: князь Николай, князь-наследник Даниил, князь Мирко и княжна Елена, а также свита
- От Швеции и Норвегии: кронпринц Густав, а также свита и представители дипломатической миссии
- От Японии: принц Саданару Фушими, а также делегация и представители дипломатической миссии[3]

Также присутствовали представители делегаций, посольств и дипломатических миссий Бразилии, Испании, Китая, Кореи, Мексики, Нидерландов, Португалии, Сербии, США, Турции, Франции и других стран, константинопольского, иерусалимского, антиохийского, александрийского патриархов, сербского митрополита и папский апостольский нунций с сопровождающими лицами.
Кроме того, на коронации находились представители Бухары и Хивы:
- бухарский эмир Сеид Абдулахад-хан[a] и делегация Бухарского эмирата;
- хивинский хан Мухаммад Рахим-хан II[b] и делегация Хивинского ханства.

## Подготовка коронации и сопутствующие мероприятия
1 (13) января 1896 года издан Высочайший манифест «О предстоящем Священном Короновании Их Императорских Величеств», согласно которому церемония коронации должна была состояться в мае. К этому времени согласно именному Высочайшему указу в Москву призвали представителей различных сословий и других подданных Российской империи. Обязанности по приготовлению к коронации возложили на Министерство императорского двора, на базе которого организовали Коронационную комиссию и Коронационную канцелярию.

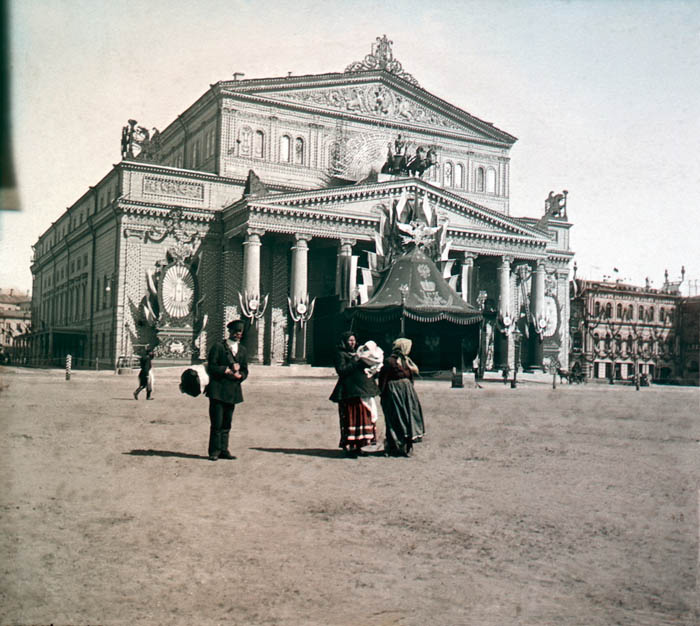
Большой театр в праздничном убранстве

Все дни с 6 мая по 26 мая 1896 года были объявлены коронационным периодом. 25 мая праздновался день рождения императрицы Александры Фёдоровны. 26 мая был издан Высочайший манифест, изъявлявший признательность монарха жителям Москвы.

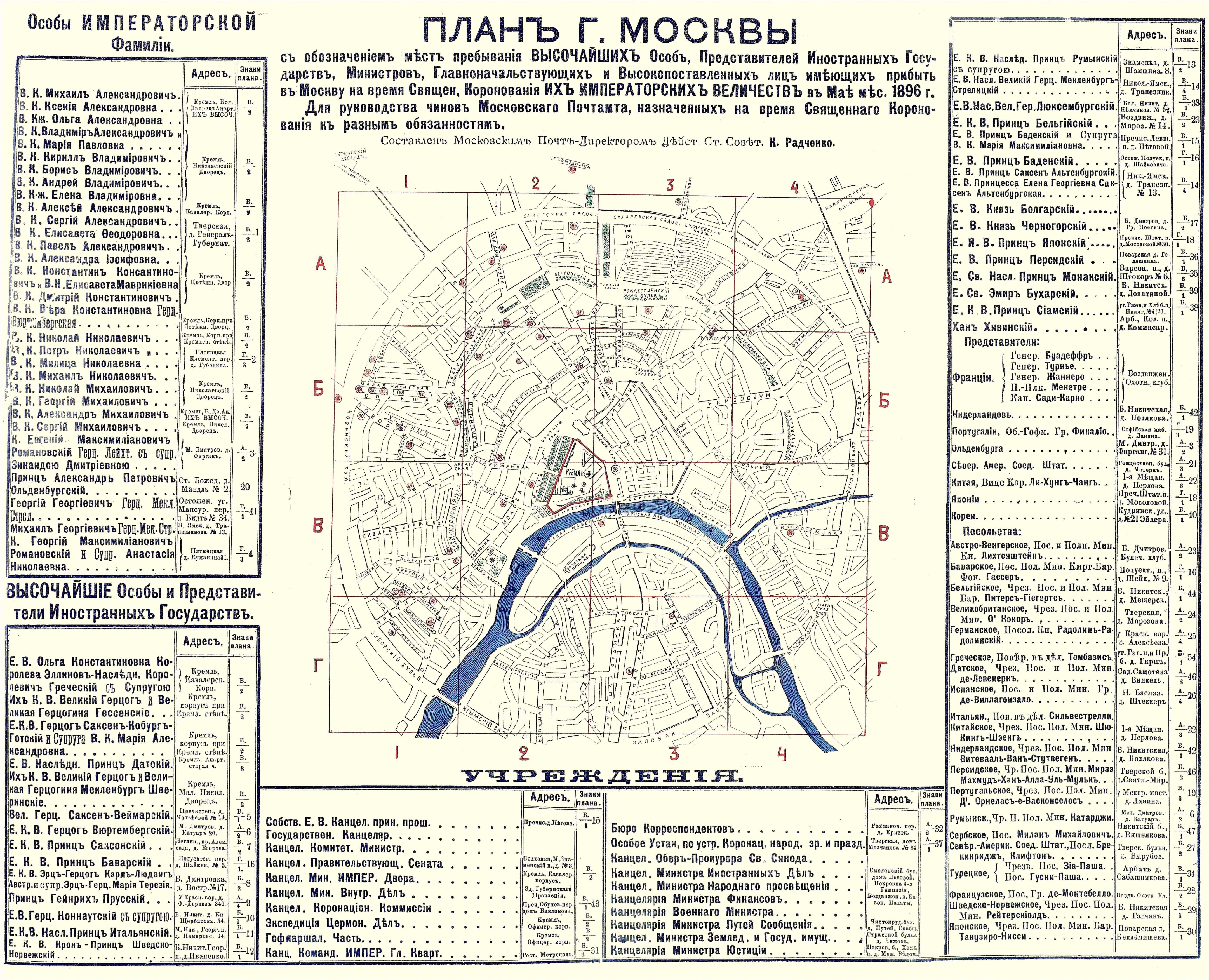
«План г. Москвы с обозначением мест пребывания ВЫСОЧАЙШИХ Особ, Представителей Иностранных Государств, Главноначальствующих и Высокопоставленных лиц имеющих прибыть в Москву во время Священ. Коронования ИХ ИМПЕРАТОРСКИХ ВЕЛИЧЕСТВ в Мае мес. 1896 г.»

Всем лицам, участвующим 9 мая 1896 года в церемонии торжественного въезда императорской четы в Москву, предлагалось прибыть в город не позднее 5 мая. В соответствии с утверждённым церемониалом, торжественный въезд совершался от Петровского путевого дворца по Петербургскому шоссе и далее по Тверской-Ямской и Тверской улицам.
Все распоряжения по приготовлению к торжествам возложили на министра императорского двора графа И. И. Воронцова-Дашкова. В звание верховного маршала назначен граф К. И. Пален, в верховного церемониймейстера — князь А. С. Долгоруков. Обязанности герольда исполнял чиновник Сената Е. К. Прибыльский. Был сформирован коронационный отряд в составе 82 батальонов, 36 эскадронов, 9 сотен и 28 батарей — под началом великого князя Владимира Александровича, при котором образовали особый штаб во главе с генерал-лейтенантом Н. И. Бобриковым. Великий князь Владимир Александрович прибыл в Москву и вступил в командование 3 мая 1896 года.

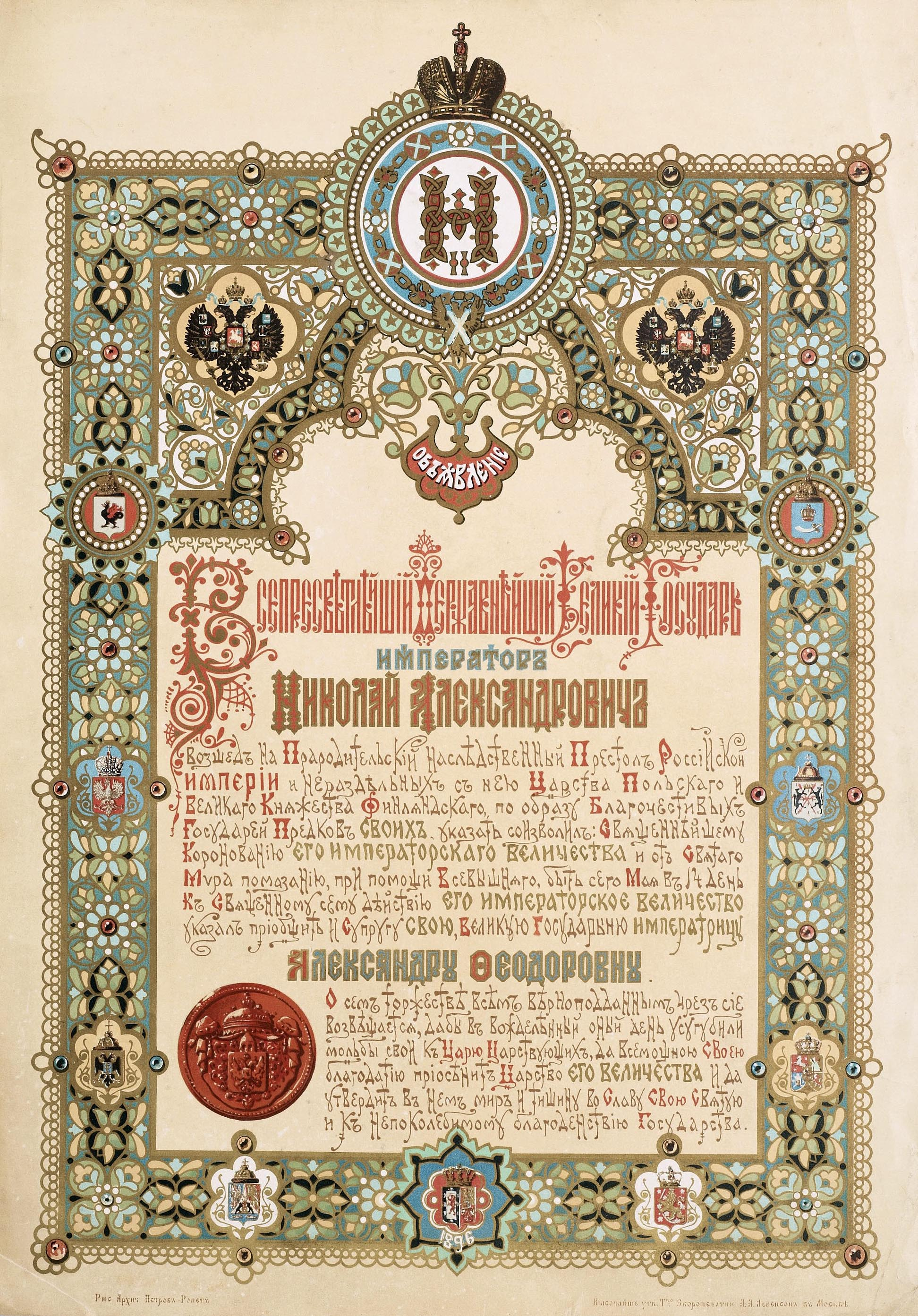
Объявление о священном короновании императора Николая Александровича и императрицы Александры Фёдоровны. Из фондов ГА РФ

В апреле 1896 года из Петербурга в Москву привезли более 8000 пудов столовой утвари, при этом одних только золотых и серебряных сервизов — до 1500 пудов. В Кремле была устроена специальная телеграфная станция для соединения со всеми домами, где жили чрезвычайные посольства.
На Воробьёвых горах, на том самом месте, где ранее находился Воробьёвский дворец, а позднее в 1817 году началось строительство храма Христа Спасителя по проекту Карла Витберга, был возведён особый «Царский павильон».
6 мая (в день рождения Николая II) император и императрица прибыли на Смоленский вокзал города Москвы, где были встречены членами императорской семьи, правительственными чиновниками и толпами народа. Генерал-губернатор Москвы великий князь Сергей Александрович прибыл вместе с императорской четой. С вокзала императорская чета проследовала в закрытой карете в Петровский дворец.
Масштабом и пышностью приготовления к коронации значительно превосходили предыдущие.

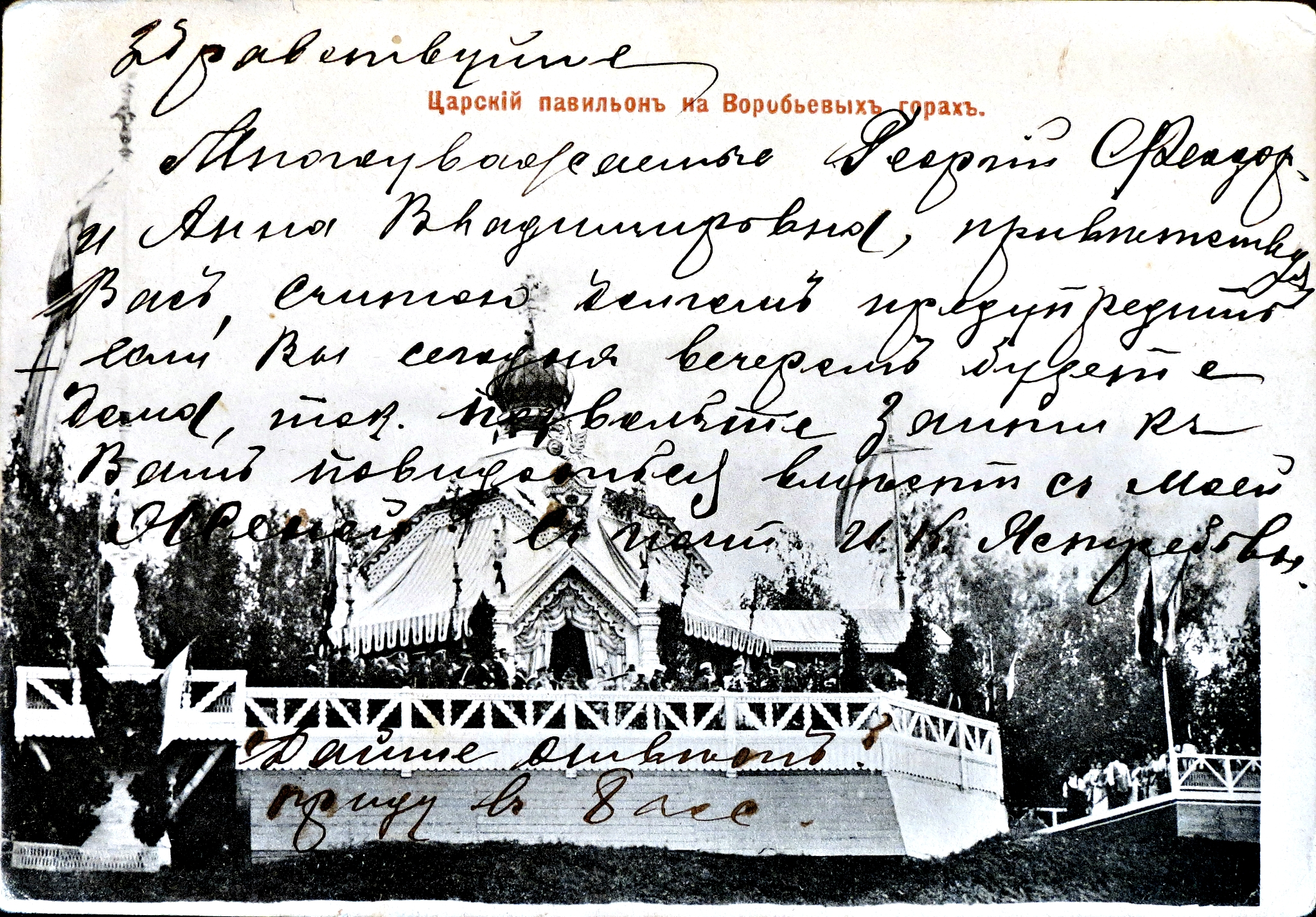
«Царский павильон» на Воробьёвых горах. Открытка конца XIX века

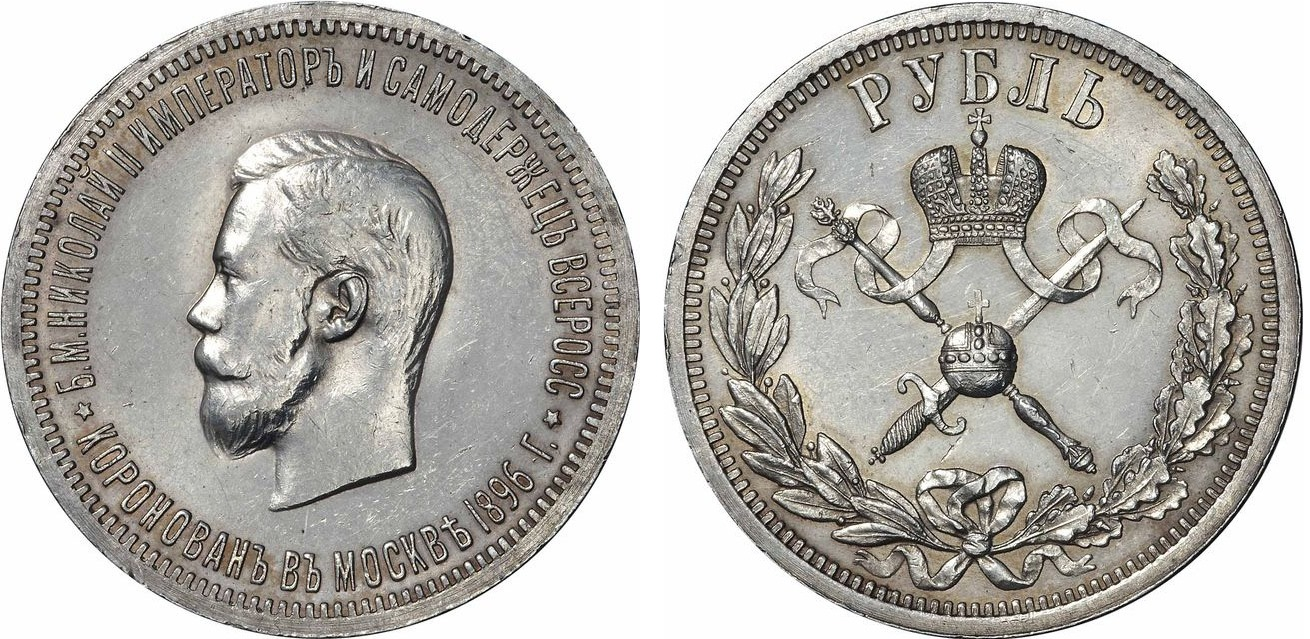
Юбилейный коронационный рубль. 1896 год

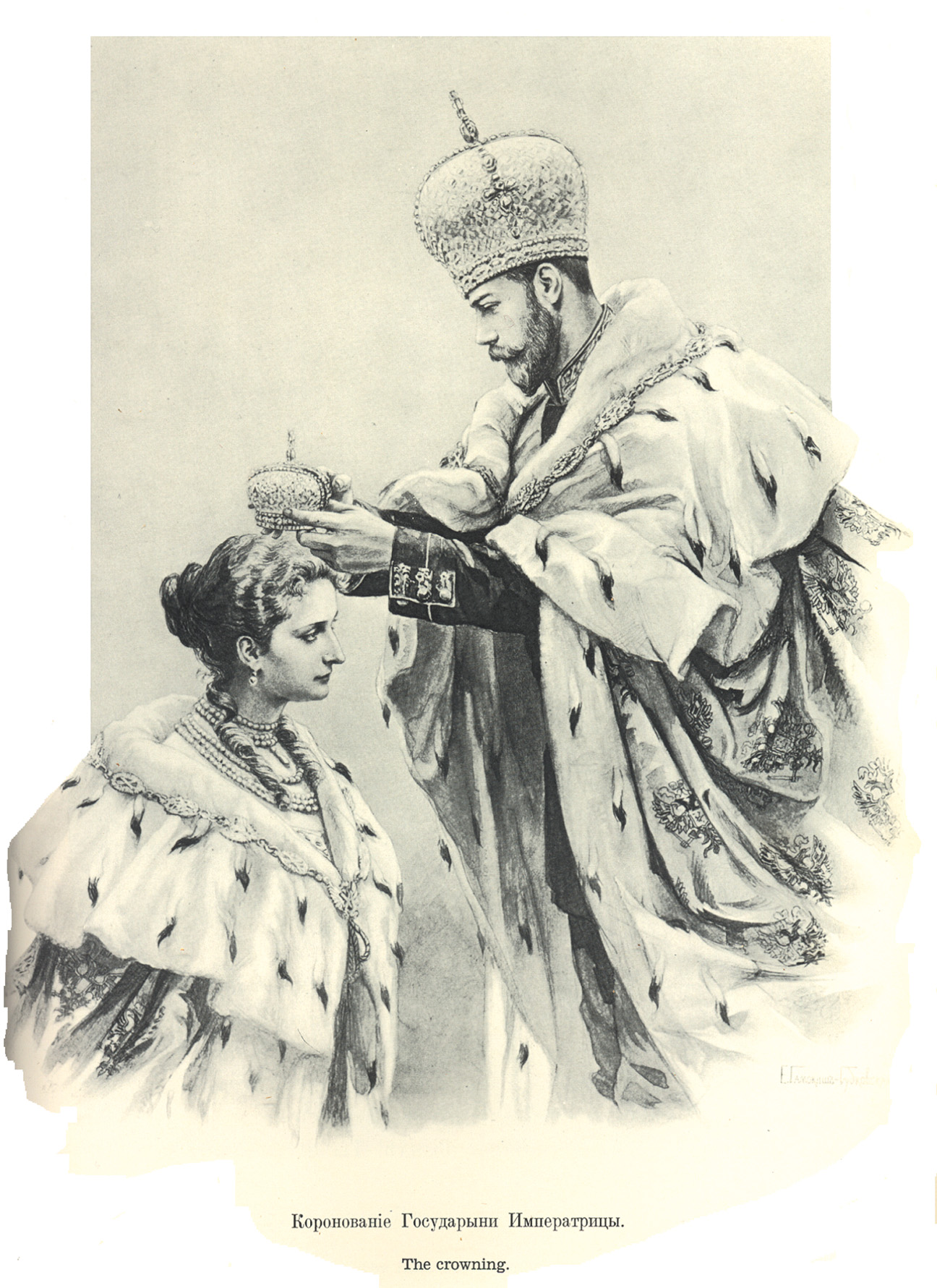
Коронование императрицы Александры Фёдоровны

7 мая императорская чета в Петровском дворце приняла в торжественной аудиенции бухарского эмира Сеида Абдулахад-хана с сыном-наследником, а также правителя Хивы Мухаммада Рахим-хана.
8 мая на Смоленский вокзал прибыла вдовствующая императрица Мария Фёдоровна, которую встречала императорская чета при огромном стечении народа. Вечером того же дня перед Петровским дворцом была устроена в Высочайшем присутствии серенада, исполненная 1200 человек, среди которых находились хоры Императорской оперы, ученики консерватории, члены Русского хорового общества.
9 мая состоялся торжественный въезд: первым ехал полицеймейстер Ефимович со взводом жандармов, следом императорский конвой, вереница карет с сановниками, за которыми следовали кавалергарды, личный императорский конвой, сотня лейб-казачьего Его Величества полка по шести в ряд и так далее.
В день коронации в Петербурге во всех храмах отслужили литургию и благодарственные молебствия (столичные храмы не могли вместить всех богомольцев, ввиду чего были отслужены молебны также и на площадях у ряда соборов и некоторых церквей, а также в Конно-гвардейском манеже).
Утром 16 мая куртаг в Кремлёвском дворце явился первым балом, открывшим ряд торжеств и балов.
В своём дневнике Николай II так описал происходившее в эти дни:
13-го мая. Понедельник.
Проснулись с чудесной погодой. К сожалению погулять не успел из-за докладов Лобанова и Горемыкина. Пошли к обедне в 11 ч. Завтракали с Мама и д. Фреди. Гуляли с ними. Сожалели очень покинуть Александрию; именно в ту минуту когда погода стала летнею и зелень начала быстро развиваться. В 3 1/2 уехали в Москву и поселились в Кремле в наших прежних комнатах. Пришлось принять целую армию свит наехавших принцев. В 7 ч. пошли со всем семейством ко всенощной к “Спасу за золотою решеткою”. Обедали в 8 1/2 у Мама и ушли пораньше к себе. Исповедались в спальне.
Да поможет нам милосердный Господь Бог, да подкрепит он нас завтра и да благословит на мирно-трудовую жизнь!!! ✙
14-го мая. Вторник.
Великий, торжественный, но тяжкий, в нравственном смысле, для Аликс, Мама и меня, день. С 8 ч. утра были на ногах; а наше шествие тронулось только в 1/2 10. Погода стояла к счастью дивная; Красное Крыльцо представляло сияющий вид. Все это произошло в
Успенском соборе, хотя и кажется настоящим сном, но не забывается во всю жизнь!!! Вернулись к себе в половину второго. В 3 часа вторично пошли тем же шествием в Грановитую палату к трапезе. В 4 часа все окончилось вполне благополучно; душою, преисполненною благодарностью к Богу, я вполне потом отдохнул. Обедали у Мама, которая к счастью отлично выдержала все это длинное испытание. В 9 час. пошли на верхний балкон, откуда Аликс зажгла электрическую иллюминацию на Иване Великом и затем последовательно осветились башни и стены Кремля, а также противоположная набережная и Замоскворечье.
Легли спать рано..
26 мая учреждена памятная серебряная медаль «В память коронации Императора Николая II».

## Народные гуляния
Рано утром 18 мая, в день «народного праздника» на Ходынском поле в честь коронации, из-за давки пострадали люди: по официальным данным, погибли 1389 человек и 1300 получили тяжёлые увечья, по неофициальным — 4000. Официальный правительственный орган 19 мая 1896 года печатал телеграмму из Москвы, гласившую: «Москва, 18-го мая. Блистательное течение коронационных торжеств омрачилось прискорбным событием. Сегодня, 18 мая, задолго до начала народного праздника, толпа в несколько сот тысяч двинулась так стремительно к месту раздачи угощения на Ходынском поле, что стихийною силою своею смяла множество людей <…>».
Мероприятия по случаю коронации продолжились согласно программе: в частности, вечером того же дня состоялся бал у французского посла. Государь присутствовал на всех запланированных мероприятиях, включая бал, что было воспринято неоднозначно.
Трагедию на Ходынке сочли мрачным предзнаменованием для царствования Николая II, а в конце XX века она приводилась некоторыми в качестве одного из доводов против его канонизации (2000 год).

## Организация охраны коронационных мероприятий
Подготовительные мероприятия начались в декабре 1895 года, когда начальник охраны императора — дворцовый комендант П. А. Черевин посетил Москву на совещании с высшими чиновниками города рассмотрел основные организационные вопросы. В начале 1896 года из Петербурга в Москву выехали почти все чины дворцовой полиции (208 человек), после смерти Черевина работу по охране возглавили новый дворцовый комендант П. П. Гессе и начальник дворцовой полиции генерал Е. Н. Ширинкин. Ими ещё раз были тщательно осмотрены все здания, задействованные в коронации, проверены водопровод и канализация (ранее всё это сделала московская полиция), распределены посты охраны, разработана система билетов на коронационные мероприятия и персонально назначены лица, ответственные за их выдачу. Тщательно проверили весь вольнонаёмный персонал, привлекаемый к коронации.
На период коронации для несения караульной и охранной службы в Москву прибыли в полном составе Собственный Его Императорского Величества Конвой (579 человек) и Сводный гвардейский батальон (495 человек). Была задействована вся московская полиция и её филёрская служба. По рекомендациям полицейских чинов из наиболее благонадёжных московских обывателей создали многотысячную «добровольную охрану», которая заполняла все первые ряды в публике на маршрутах проездов царя по улицам Москвы и на торжественных мероприятиях.
Во время коронационных торжеств не состоялось террористических актов, хотя о подготовке как минимум одного из них известно: студент Иван Распутин создал кружок из 35 студентов, которые планировали закидать торжественную процессию бомбами либо с одной из колоколен, либо из окон. Заговорщики оборудовали лабораторию по кустарному изготовлению динамита, изготовили несколько бомб и в апреле 1895 года в окрестностях Москвы испытали четыре бомбы. В раскрытии кружка Распутина большую роль сыграла агент Охранного отделения Зинаида Гернгросс. 4 мая 1895 года московским охранным отделением были арестованы все 35 членов террористической группы. Позднее они были осуждены к разным срокам каторги и тюрьмы.

## Киносъёмка
На коронации французский журналист Камилл Серф был единственным, кто производил документальную киносъёмку.

## Галерея

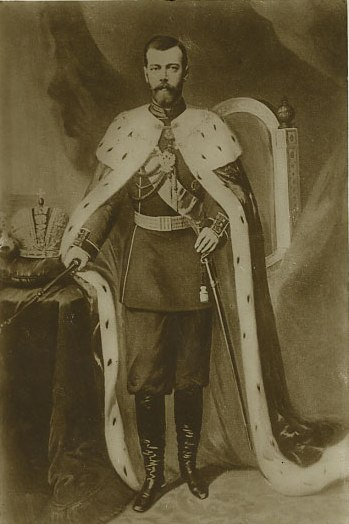
Император Николай II в коронационной мантии
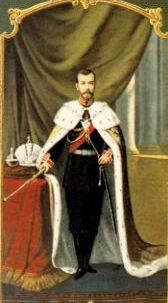
Портрет императора Николая II
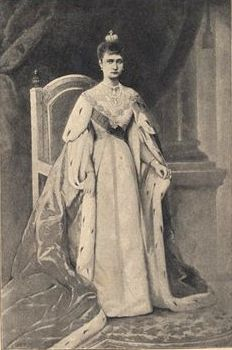
Императрица Александра Фёдоровна в коронационной мантии
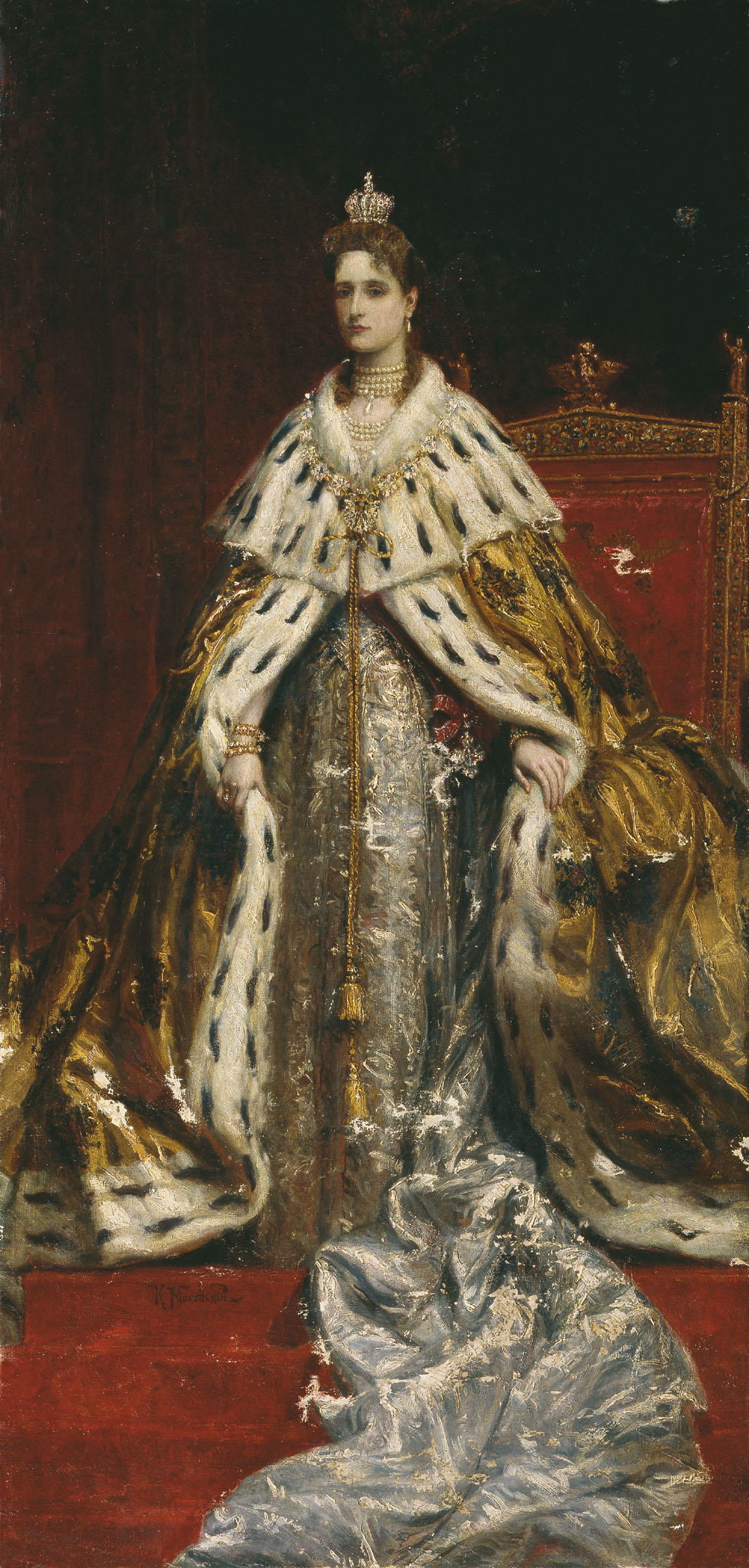
Портрет императрицы Александры Фёдоровны

## Комментарии
1. ↑  В Коронационном сборнике 1899 года издания назван как Сеид-Абдул-Ахад-Хан [см. Коронационный сборник (надпись на обложке: «Коронованы в Москве 14 мая 1896 года») // Под редакцией В. С. Кривенко. — Том II. — СПб., Мин-во имп. двора, 1899. — С. 243]
2. ↑  В Коронационном сборнике 1899 года издания назван как Сеид-Магомет-Рахим-Богадур-Хан [см. Коронационный сборник (надпись на обложке: «Коронованы в Москве 14 мая 1896 года») // Под редакцией В. С. Кривенко. — Том II. — СПб., Мин-во имп. двора, 1899. — С. 243]
3. ↑  Константин Дмитриевич Бальмонт писал в стихотворении «Наш царь»: «Кто начал царствовать Ходынкой, тот кончит, встав на эшафот».